# Callevophthalmus maculatus
Espèce
Synonymes
- Lathys maculata Keyserling, 1890

Callevophthalmus maculatus est une espèce d'araignées aranéomorphes de la famille des Dictynidae.

## Distribution
Cette espèce est endémique de Nouvelle-Galles du Sud en Australie.

## Publication originale
- Keyserling, 1890 : Die Arachniden Australiens. Nürnberg, vol. 2, p. 233-274 (texte intégral).